# Республіканська платформа
Республіканська платформа — найстаріша з нині діючих українська політична партія. Заснована 30 квітня 1990 року під назвою Українська республіканська партія на основі Української Гельсінської спілки і зареєстрована того ж року 15 листопада. Українська республіканська партія була першою з чотирьох опозиційних до КПРС націонал-демократичних партій, зареєстрованих до проголошення незалежності в Україні 1991 року. У 2002—2011 мала назву «Українська республіканська партія „Собор“». Сучасну назву партія набула в березні 2015 року.

## Попередні назви
- 29 квітня 1990—2002: Українська республіканська партія
- 21 квітня 2002—2011: Українська республіканська партія «Собор» (після об'єднання з Українською народною партією «Собор»)
- 3 грудня 2011—2015: Українська платформа «Собор» (після об'єднання з Українською платформою)
- З 28 березня 2015: Республіканська платформа[3].

## Керівники партії
- 1990—1992: Левко Лук'яненко
- 1992—1995: Михайло Горинь
- 1995—1998: Богдан Ярошинський
- 1998—2000: Олександр Шандрюк
- 2000—2002: Левко Лук'яненко
- 2002—2011: Анатолій Матвієнко
- 2011—2014: Павло Жебрівський
- 2014—2017: Остап Смук
- 2017—2020: Олег Павлишин
- З 2020 : Андрій Наконечний

Заступник Голови партії: Олег Павлишин[джерело?]

## Історія

### 1990-ті роки
У 1960—1980-х роках вектори національного і демократичного протесту в рамках українського дисидентського руху збігалися. Ця одновекторність виявилася принципово важливою напередодні формування політичних партій в Україні і першому етапі розвитку багатопартійності. Завдяки їй розбудова багатопартійної системи в Україні розпочалася зі створення партій націонал-демократичного і націонал-патріотичного спрямування. Важливу роль у цьому процесі відігравала Українська Гельсінська спілка.
Наприкінці 1989 — початку 1990 року на основі «неформальних» демократичних організацій і Руху почали утворюватися політичні партії, опозиційні до КПРС. У березні 1990 року III позачерговий З'їзд народних депутатів СРСР скасував 6 статтю Конституції СРСР, якій ішлося про «керівну і спрямовуючу» роль КПРС у суспільстві, що руйнувало монополію партії комуністів на владу і відкривало шлях до створення багатопартійної системи. Коли почалася кампанія по виборах до Верховної Ради УРСР, за ініціативою Української Гельсінської спілки, Народного руху України (на той момент як громадсько-політичної організації), «Меморіалу», Товариства української мови імені Тараса Шевченка, асоціації «Зелений Світ» та інших організацій для координації дій було створено виборчий Демократичний блок України.
У листопаді 1989 року в керівництві УГС відбулася гостра дискусія щодо реорганізації її в політичну партію. Однак реалізувати цей задум вдалося лише після виборів до Верховної Ради УРСР у березні 1990 року. 29-30 квітня 1990 року в Києві відбувся з'їзд Української Гельсінської спілки, який ухвалив рішення про перетворення її в Українську республіканську партію (УРП). Новостворена партія засудила комуністичну ідеологію, висловилася за націоналізацію власності КПРС в Україні. Головною програмною метою нової партії, на відміну від інших, проголошувалося створення Української незалежної соборної держави. На той час, в умовах невизначеності щодо подальшого перебування України в складі СРСР, абсолютна більшість демократичних організацій уникали відповіді на питання про майбутній державний устрій. На момент з'їзду УГС-УРП мала 28 філій, 19 осередків, загальна кількість членів УГС сягнула 2300. Не було філій тільки у трьох областях — Кіровоградській, Херсонській та Черкаській. До УГС, крім українців, входили росіяни, євреї, білоруси, угорці. На з'їзд прибуло 495 делегатів. До складу УРП перейшли не всі члени Української Гельсінської спілки: на установчому з'їзді В'ячеслав Чорновіл та ще одинадцять делегатів підписали заяву, якою відмежувалися від новоствореної партії, звинувачуючи її в тому, що вона базована на авторитарних засадах не увійшли до партії і колективні члени УНДЛ, УХДФ. Першим головою УРП став дисидент часів СРСР Левко Григорович Лук'яненко.
Після довгих зволікань з боку ще радянських органів реєстрації, 15 листопада 1990 УРП першою в Україні була зареєстрована Міністерством юстиції УРСР як політична партія.
Українська республіканська партія стала найбільш наближеною до ідеології неоконсерватизму серед партій демократичної спрямованості незалежної України. Згідно з заявами її ідеологів вона позиціонувалася як партія правого центру, носій традиційних консервативно-ліберальних і християнських цінностей. Зразком для себе партія вважає сучасний американський неоконсерватизм, який характеризується курсом на відстоювання таких цінностей, як широкі індивідуальні права і свободи, приватна власність та лібералізація економіки, ідейний плюралізм. Лідер партії Левко Лук'яненко виступав як категоричний противник федеративного устрою України і двомовності в окремих її районах. Він вважав, що українцям потрібен період національної консолідації, а національні меншини мають право на культурно-національну автономію.
Ставлення до українсько-російських відносин і майбутнього державного устрою України УРП знайшло відображення в ухвалі, прийнятій на громадсько-політичній конференції «Українсько-російські взаємини в суверенній Україні» у Львові 4 січня 1991 року. Учасники конференції вважали, що в незалежній Україні інтереси російської громади забезпечить національно-культурна автономія, яка базуватиметься на засадах самоврядування за сприяння держави та вільного розвитку зв'язків з історичною Батьківщиною — Росією. Стосовно Криму вважалося доцільною формою забезпечення інтересів усіх національних громад територіально-адміністративну автономію в складі України. Рівноправна участь росіян у політичному, державному, господарському і культурному житті слугувала б «згуртуванню усіх творчих сил народу, для виведення із кризи і подальшого розвитку нашої спільної Вітчизни — України». Визначальним фактором вважалося «почуття солідарності громадян України незалежно від походження і соціального становища».
Однак, Республіканська партія будувалася на традиціоналістських аспектах західного консерватизму, які стосуються швидше культури та моралі. Економічна платформа УРП була далекою від на ідейно-політичних правого консерватизму (з точки зору консерватизму, економічні проблеми окремої людини — це її власні проблеми, а не проблеми держави).

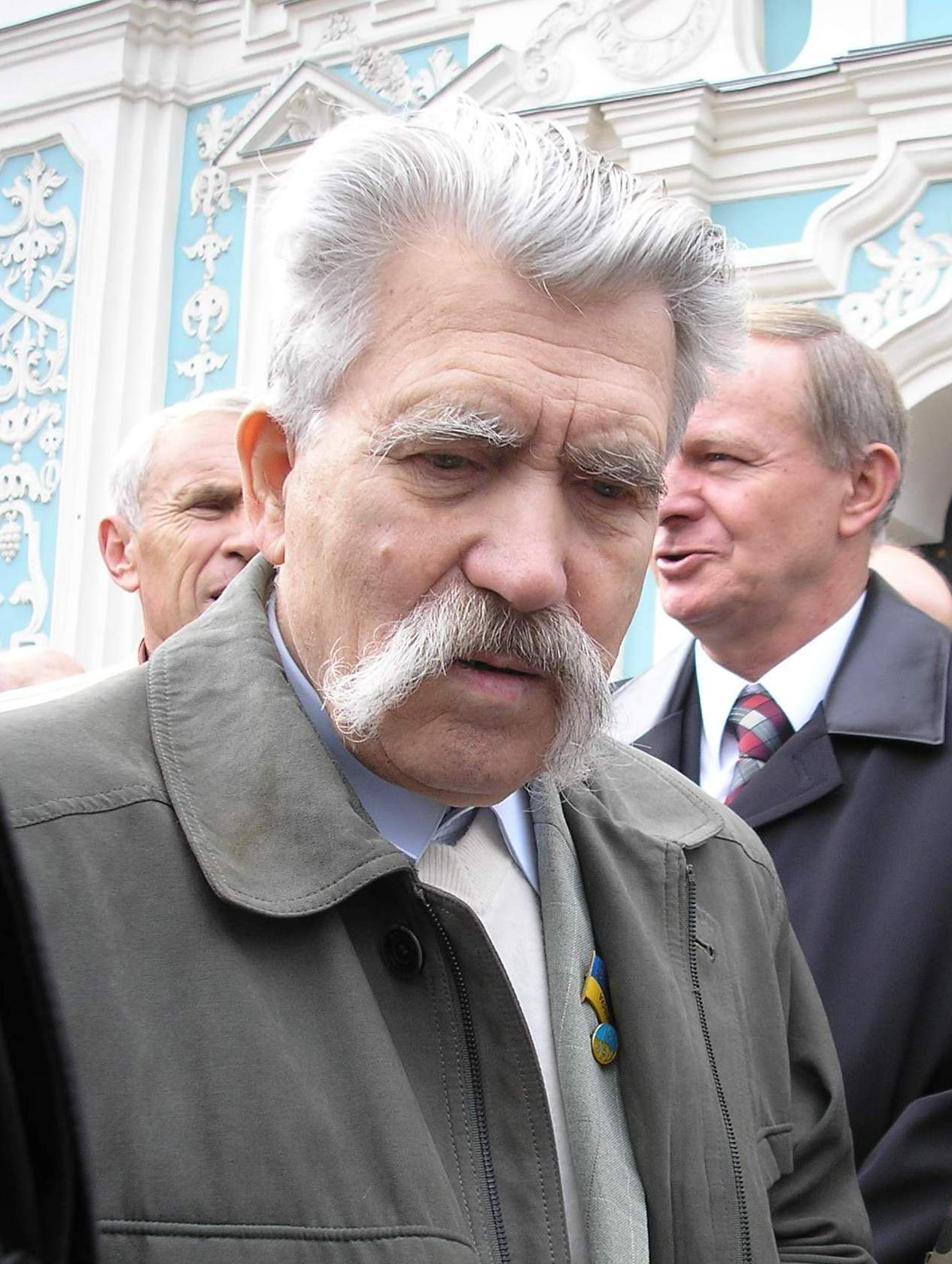
Левко Лук'яненко — перший голова Республіканської платформи (тоді — Української республіканської партії)

II з'їзд УРП, який відбувся 1-2 лютого 1991, вніс зміни та доповнення до Статуту і Програми і сформував Раду партії. УРП брала участь у президентських виборах 1 грудня 1991 року. Кандидат від УРП Левко Лук'яненко посів третє місце після Леоніда Кравчука й В'ячеслава Чорновола, набравши 4,49 % голосів.
На III з'їзді Республіканської партії у травні 1992 відбувся розкол між прихильниками поміркованої лінії і радикалами. Група на чолі з Степаном Хмарою, що відкололася, утворила Українську консервативну республіканську партію (УКРП). Тим часом, у зв'язку з призначенням Левка Лук'яненка Надзвичайним і Повноважним послом України в Канаді головою УРП було обрано Михайла Гориня. Лук'яненко при цьому залишився почесним головою партії.
Республіканська партія і Демократична партія України стали ініціаторами створення 2 серпня 1992 політичного блоку Конгрес національно-демократичних сил (КНДС), до складу якого увійшло 18 політичних партій і громадських організацій. У лютому 1993 УРП і КНДС стали ініціаторами створення Антикомуністичного антиімперського фронту України (ААФ).
У 1994 напередодні парламентських виборів УРП взяла активну участь у створенні демократичного об'єднання «Україна». Партія висунула 137 кандидатів у народні депутати, ставши четвертою після КПУ, СПУ і НРУ за кількістю висунутих кандидатів. На парламентських виборах 1994 здобула 11 мандатів. Депутатами від УРП стали Микола Горбаль, Євген Пронюк, Левко Горохівський, Микола Поровський, Михайло Павловський, Олександр Шандрюк, Юрій Оробець, Богдан Ярошинський, Роман Безсмертний, Левко Лук'яненко, Богдан Горинь. Однак партійний лідер Михайло Горинь програв на виборах Степану Хмарі. У Верховній Раді депутати від УРП стали ядром депутатської фракції «Державність», яку очолив академік Юхновський. Після перемоги на президентських виборах 1994 Леоніда Кучми партія стала в опозицію до президентського курсу — V з'їзд партії, який відбувся 10 вересня 1994, проголосив про перехід в опозицію.
На VI з'їзді УРП, що пройшов 21-22 жовтня 1995, відбулася певна корекція політичного курсу партії, який значно радикалізувався, пройшла зміна орієнтирів та керівництва: головою партії було обрано Богдана Ярошинського, що призвело до значної радикалізації політичного курсу республіканців. Внаслідок цього частина депутатів — членів УРП залишила фракцію «Державність».
14-15 грудня 1996 відбувся черговий з'їзд УРП, який засвідчив значні розходження щодо курсу партії серед її керівництва: Лук'яненко і Ярошинський виступали за перехід у жорстку опозицію до всіх гілок існуючої влади, радикалізацію діяльності партії. Михайло і Богдан Горині, а також Микола Поровський відстоювали більш поміркований курс, вибіркову співпрацю з діючою владою, блокування з правоцентристськими організаціями, проведення просвітницької діяльності, необхідність консолідації української нації. З мінімальною перевагою на посаду голови партії було переобрано Б. Ярошинського. Після з'їзду боротьба двох ліній в УРП набрала рис непримиренності. Група Поровського і братів Горинів наполягала на проведенні позачергового з'їзду партії і зміни керівництва. Керівництво УРП на чолі з Левком Лук'яненком і Богданом Ярошинським звинуватило Горинів, Поровського, Горбаля у розкольницькій діяльності і на Раді УРП у березні 1997 вони були виключені з партії (згодом утворили Республіканську християнську партію).
Блокуючись перед березневими виборами 1998 з іншими націоналістичними організаціями, УРП спільно з Конгресом українських націоналістів утворили виборчий блок партій «Національний фронт», куди, крім цих партій, увійшли і такі радикальні організації як Українська консервативна республіканська партія і об'єднання «Державна самостійність України». На виборах 1998 року «Національний фронт» отримав 2,7 % голосів виборців і не здобув представництва у Верховній Раді України. Того ж року головою УРП обрано Олександра Шандрюка.

### 2000-ті роки
У 2000 році головою партії знову стає Левко Лук'яненко.
10 липня 2001 Українська республіканська партія і Українська народна партія «Собор» почали активне співробітництво, заявивши разом із Всеукраїнським об'єднанням «Батьківщина», ХДС, УСДП й УКРП про створення «Форуму національного порятунку», згодом переформованого в «Блок Юлії Тимошенко».
21 квітня 2002 одночасно пройшли другий етап XII З'їзду УРП і другий етап III З'їзду УНП «С», на яких було ухвалено рішення про злиття в одну партію під назвою Українська республіканська партія «Собор». Офіційно своє літочислення партія веде від створення УРП, тому перший після об'єднання з'їзд УРП «С» називався XIII з'їздом, а у квітні 2005 республіканці урочисто святкували 15-річчя партії.
На президентських виборах 2004 УРП «С» підтримала кандидатуру Віктора Ющенка. Згодом Анатолій Матвієнко був призначений прем'єр-міністром Автономної республіки Крим.
Після відставки уряду Юлії Тимошенко (8 вересня 2005) Українська республіканська партія «Собор» розкололася на прихильників подальшого співробітництва з Юлією Тимошенко, яких очолював Левко Лук'яненко, і прихильників зближення з Нашою Україною, очолюваних головою партії Анатолієм Матвієнко. Розкол відбувся 22 жовтня 2005 року, на XV позачерговому з'їзді. 28 травня 2006 року з ініціативи Левка Лук'яненка було проведено Установчий з'їзд «відродження УРП», на якому була створена Українська республіканська партія Лук'яненка.
3 грудня 2005 пройшов другий етап XV Надзвичайного з'їзду УРП «С», на якому було вирішено брати участь у блоці партій «Наша Україна», у складі якого партія згодом виступала на парламентських виборах 26 березня 2006 року. У результаті УРП «С» змогла провести в Верховну Раду України V скликання трьох депутатів.
5 грудня 2005 року Анатолій Матвієнко відстояв у суді своє лідерство в партії.
У вересні 2006 Анатолій Матвієнко заявив про необхідність створити нову партію, що стала б опорою Віктору Ющенку на президентських виборах у 2009 році. Основою нового політичного проекту, на його думку, повинні були стати чотири із шести учасників блоку «Наша Україна» — Народний Рух України, Конгрес українських націоналістів, партія «Християнсько-демократичний союз» і Українська Республіканська Партія «Собор» — а також ряд позапарламентських політичних сил (партія «Пора», Українська народна партія, партія «Реформи і порядок»). Пропозиції Матвієнка, однак, зазнали критики навіть із боку тих, кого він запропонував включити в нове політичне об'єднання.
11 квітня 2007 після розпуску президентом Ющенком Верховної ради й оголошення дострокових виборів УРП «Собор» разом з Народним Рухом України фактично вийшли з коаліції «Нашої України», створивши разом з Українською народною партією виборчий блок «Рух — українські праві» («Рух — Українська правиця»).
5 липня 2007 блок «Рух — Українські праві» разом з Нашою Україною, партією Народна Самооборона, Європейською партією України, Партією захисників Вітчизни, ХДС, КУН й Громадянською партією «Пора» увійшов до складу блоку «Наша Україна — Народна самооборона». Пізніше Конгрес українських націоналістів вийшов зі складу блоку.

### Українська платформа «Собор»
У листопаді 2011 року партії УРП «Собор» та «Українська платформа» заявили про намір об'єднатися.
3 грудня 2011 року Українська Республіканська платформа «Собор» об'єдналася з «Українською платформою» шляхом саморозпуску останньої та вступу її колишніх членів до УРП «Собор». Після об'єднання Українська республіканська партія «Собор» змінила назву на Українська платформа «Собор». Головою партії замість Анатолія Матвієнка обрано Павла Жебрівського. Натомість Матвієнка було обрано одним із 4 заступників голови.
8 грудня 2011 року політична партія Українська платформа Собор ухвалила рішення про вступ до Комітету опору диктатурі.
2012 року під час виборів до Верховної Ради України Українська платформа «Собор» сформувала прохідну частину списку кандидатів з громадських авторитетних діячів, які не були членами партії.
Метою такої позиції було привнесення нової якості в українську політику: "…В Україні повинна з'явитись організована і численна група авторитетних, моральних людей, які стануть «ін'єкцією совісті української влади» (Павло Жебрівський).
Оскільки на виборах було введено 5 % прохідний бар'єр, як кандидати — громадські діячі, так і керівні органи партії розуміли небезпеку відтягнення голосів від решти опозиційних (до Партії регіонів) сил і прийняли відповідне рішення — якщо станом на 14 жовтня 2012 рейтинг їхньої підтримки становитиме менше 5 % — зняти свій список з реєстрації.
Соціологічні дослідження від компаній, яким можна було довіряти, показали рейтинг нижче 5 % і з'їзд партії за узгодженням з кандидатами-громадськими діячами прийняв рідкісне, але відповідальне рішення — зняти список з виборчих перегонів.

### Республіканська платформа
В березні 2015 року найдавніша українська партія змінила назву з Українська платформа «Собор» на Республіканська платформа. Головою партії було обрано Смука Остапа Ростиславовича.
У жовтні 2015 року партія взяла участь у місцевих виборах, за підсумками яких здобула депутатські мандати в Житомирській, Львівській та Волинській областях.
У жовтні 2017 року на XVI-му черговому з'їзді партії головою було обрано члена Української Гельсінської спілки з 1988 року, одного зі співзасновників партії — Олега Павлишина (у свій час був головою Львівської обласної організації УРП, заступником голів партії — Левка Лук'яненка, Михайла Гориня, Богдана Ярошинського, Павла Жебрівського). Водночас в грудні 2018 року лідером партії визнано Павла Жебрівського.
Залишаючись неоконсервативною, партія сповідує принципи республіканізму, традиційних цінностей та україноцентризму, який розуміє як «сприйняття подій крізь призму української ідентичності і діяльність задля українського національного інтересу, який є гармонійним поєднанням національних інтересів України, інтересів українських громадян та українців в світі».

## Журнал «Республіканець»

Обкладинка № 7/8 за 1993

Протягом 1991—1995 років вийшло 14 номерів: журналу «Республіканець» — теоретичного журналу Львівської обласної організації Української республіканської партії: 1991 — № 1 і № 2; 1992 — № 3; 1993 — № 4, № 5, № 6 і № 7/8; 1994 — № 9 № 10 і № 11/12; 1995 — № 13/14. Наклад окремих випусків сягав 5 тисяч примірників (№ 10 за 1994 рік).
Головним редактором журналу був Юрій Киричук. До складу редакційної колегії в різні роки входили: Тарас Батенко (заступник головного редактора), Мирослав Греділь, Іван Гриновець (комерційний директор), Михайло Павлишин, Олег Павлишин, Євген Болтарович, Андрій Гречило, Ігор Кулик, Юрій Пачковський, Степан Рутар, Петро Стецюк, Володимир Трофимович, Юрій Туранський та інші.
У кожному випуску журналу статті подавалися в окремих тематичних блоках, присвячених сучасній політиці, проблемам економіки, а також у розділах «Життя і право», «Філософія», «З історії української правової думки», «Погляд в історію», «Культура — мистецтво» тощо.